# La Neuville-Chant-d'Oisel
 La Neuville-Chant-d'Oisel  es una población y comuna francesa, en la región de Alta Normandía, departamento de Sena Marítimo, en el distrito de Rouen y cantón de Boos.

## Demografía
| 1447 | 1460 | 1470 | 1542 | 1551 | 1306 | 1142 | 1089 | 1074 | 1087 | 1006 | 937 | 974 | 863 | 748 | 794 | 798 | 819 | 866 | 871 | 856 | 896 | 1048 | 1362 | 1691 | 1751 | 1857 | 2169 |
| Para los censos de 1962 a 1999 la población legal corresponde a la población sin duplicidades (Fuente: INSEE [Consultar]) |      |      |      |      |      |      |      |      |      |      |     |     |     |     |     |     |     |     |     |     |     |      |      |      |      |      |      |

## Personajes relacionados
- Jacques Anquetil, ciclista.